# Семенівка (Харківський район)
Семені́вка —  село в Україні, у Дергачівській міській громаді Харківського району Харківської області. Населення становить 56 осіб. До 2020 орган місцевого самоврядування — Дергачівська міська рада.

## Географія
Село Семенівка розміщене в балці Яр Довгий, по якій протікає пересихаючий струмок, який через 3 км впадає в річку Лопань, на струмку зроблено кілька загат, за 2 км розташоване місто Дергачі, село оточує великий лісовий масив (дуб).

## Історія
12 червня 2020 року, розпорядженням Кабінету Міністрів України № 725-р «Про визначення адміністративних центрів та затвердження територій територіальних громад Харківської області», увійшло до складу Дергачівської міської громади.

19 липня 2020 року, в результаті адміністративно-територіальної реформи та ліквідації Дергачівського району, село увійшло до складу Харківського району.

Семенівка на мапі 1783 року